# Calimero
Calimero är en animerad kyckling. Han skapades i Italien 1962 och dök upp på italienska TV året därpå. Figuren skapades av bröderna Nino och Toni Pagot, tillsammans med Ignazio Colnaghi, på deras animationsstudio  Organizzazione Pagot. Den har blivit föremål för en mängd korta tecknade filmer kopplade till reklam för tvättmedel, två japanska animerade  TV-serier samt en serietidning som bland annat publicerats i Sverige. Calimero är – inte minst i Italien – en långlivad ikon och var som mest populär från slutet av 1960- till slutet av 1970-talet.

## Figuren Calimero
Calimero är en liten kyckling. Han är den enda svarta kycklingen i sin syskonskara och går omkring med en del av sitt äggskal fasthängande på huvudet. Han är sympatisk men otursförföljd.

## Historik
1962 skapades Calimero av de italienska bröderna Nino och Toni Pagot, tillsammans med Ignazio Colnaghi. Han kom att figurera i en reklamfilm för tvättmedlet Ava, filmer som sändes i TV-blocket Carosello (1957–1977; i Carosello föddes också Linus på linjen). Calimero gjorde sitt nästa uppträdande i TV-serien La costanza dà sempre buoni frutti ('Lojalitet lönar sig alltid') och därefter kortfilmsserien Calimero il gallino nero ('Calimero den svarta kycklingen') med början den 14 juli 1963.

### De första filmerna
I den tidiga officiella filmhistoriken presenterades Calimero som den sjuttonde i en kull kycklingar hos en paduan-höna (Cesira) och en råbarkad tupp vid namn Gallettoni. Mamman förskjuter sin lille son, eftersom han är svart. Calimero är svart från topp till tå och har jämt en rest av sitt äggskal på huvudet.

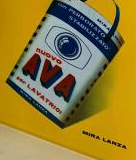
Tvättmedlet Ava, som Calimero länge gjorde reklam för.

Calimero betraktas som en liten vanartig kyckling som lätt hamnar i dåligt sällskap. Han får ändå uppleva en lång rad äventyr där det goda alltid segrar till slut, tack vare Calimeros ärlighet och goda sinnelag. I slutet av varje avsnitt avslöjar en talesman för Mira Lanza (tvättmedlets Avas tillverkare) att Calimero i själva verket inte alls är svart – han är bara smutsig!
Calimeros värld befolkas bland annat av den råbarkade Papero Piero (italienskt namn) och den pedantiske professor Galletti. Som motvikter finns några vänligare personer, typ Calimeros flickvän Priscilla och hans vän Valeriano.
I filmerna förklarades att han var svart för att han ramlade i gyttjan när han föddes. I reklamen gör tvättmedlet att han blir ren och gul igen.

### De senare filmerna
De kortfilmer som producerades efter Carosello-perioden har senare återutsänts, fast utan reklaminslagen. I de här episoderna lever Calimero tillsammans med sin familj (med Cesira och Gallettoni), hans familj älskar honom och han är enda barnet. Han har dock ofta otur, eftersom han allt som oftast hamnar i kläm när två olika vuxna vill att han ska göra olika saker - och sedan blir båda missnöjda med honom...
I slutet av 1970-talet ville Pagot exportera Calimero till USA. Det projektet stupade på att Calimero var svart, vilket inte gick för sig vid den tiden.

### Anime-versionerna
Efter Nino Pagots död 1972 tillverkade hans ättlingar en serie tecknade färgfilmer med 1, 2, 5 och slutligen 20 minuters längd. De här avsnitten distribuerades internationellt och nådde även Japan. Där producerade sedan animationsavdelningen på det stora filmbolaget Toei 1974–1975 (1972–1973?) en 47 avsnitt lång anime-serie. 1992 producerade Toei, med ny personal, en ny serie på 52 avsnitt.
De här serierna består huvudsakligen av Calimeros och hans vänners äventyr när de löser mysterier och gör dokumentärfilmer. Den första serien sändes ut också ut via stora europeiska TV-bolag i bland annat Nederländerna, Belgien, Tyskland och Spanien.

## Calimero i Sverige
1996 sändes Calimero i K-TV-blocket (morgon och eftermiddag) på svenska Filmnet. För översättningen av manuset stod Ninni Franceschi, senare känd som chef för Private Banking på Nordea i Sverige. 
Den första längre filmserien gick på svensk barn-TV runt 1973. Samtidigt publicerades en serietidning med Calimero-historier; tolv nummer gavs ut av Williams förlag under 1973.

## Bakgrund
Miljön i historierna är hämtade från filmskaparnas egna hemmiljöer i Padovaprovinsen, särskilt i Miranos omgivningar. Kycklingens namn kommer från Milanos San Calimero-basilika, där Nino Pagots eget bröllop ägde rum.

## Kommersialisering
Calimero och de andra figurerna i filmerna används (i Italien) än idag ihop med marknadsföring av kläder, motorcykelhjälmar, skolprodukter och diverse kringprodukter.

## Fotnoter
1. ↑  I denna artikel används japansk namnföljd. Sålunda skrivs japanskt släktnamn först och egennamnet sist.